# (2670) Chuvashia
(2670) Chuvashia es un asteroide perteneciente al cinturón de asteroides, descubierto el 14 de agosto de 1977 por Nikolái Stepánovich Chernyj desde el Observatorio Astrofísico de Crimea (República de Crimea).

## Designación y nombre
Designado provisionalmente como 1977 PW1. Fue nombrado Chuvashia en homenaje a Chuvasia república rusa.